# Kloster Fontaine-Daniel
Das Kloster Fontaine-Daniel (Fons Danielis) ist eine ehemalige Zisterzienserabtei im Département Mayenne, Region Pays de la Loire in Frankreich. Das Kloster lag in der Gemeinde Saint-Georges-Buttavent im Weiler Fontaine-Daniel rund 6 km südwestlich von Mayenne.

## Geschichte
Das zunächst im Jahr 1197 als Tochter des 14 km westlich von Laval gelegenen Klosters Clairmont aus der Filiation der Primarabtei Clairvaux in La Herperie bei Bourg-Nouvel gegründete Kloster wurde 1204 nach Fontaine-Daniel verlegt. Stifter des Klosters war Juhel III., Baron von Mayenne. Das Kloster besaß die Wälder von Salert und von Poillé. Es legte das Tal der Anvore trocken. 1243 wurde die Kirche geweiht. Das Kloster wurde durch den Hundertjährigen Krieg in Mitleidenschaft gezogen und 1592 durch englische Freischaren geplündert. Während der Französischen Revolution fand es 1791 sein Ende. Ab 1805 wurden die von einem Industriellen, Jean-Pierre Horem, erworbenen Gebäude als Spinnerei und Weberei genutzt.

## Bauten und Anlage

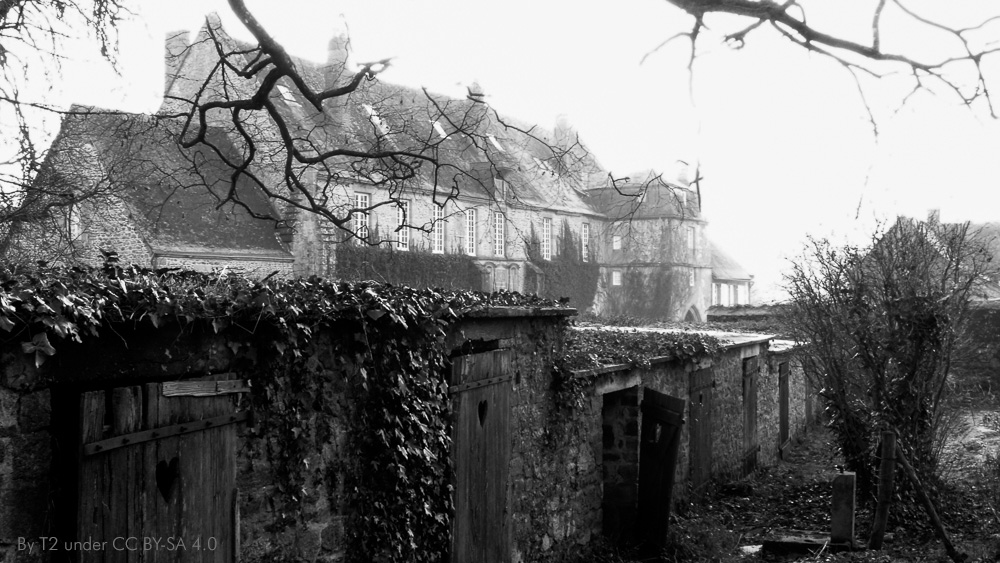
Blick auf den Westflügel

Die dreischiffige, nicht eingewölbte Kirche wurde 1793 abgebrochen. Erhalten sind die Fassade des Kapitelsaals, der als „Salle des Cacaudières“ bezeichnete zweischiffige, gewölbte Keller und die Küche. Das landwirtschaftlich genutzte Torhaus besitzt eine rundbogige Einfahrt und im Obergeschoss ein gotisches Fenster, das vielleicht zur früheren Fremdenkapelle gehört hat. Die übrigen Gebäude wurden im 18. Jahrhundert errichtet. Sie sind seit 1927 als Monument historique eingetragen.